# 西脇市立西脇南中学校
西脇市立西脇南中学校（にしわきしりつにしわきみなみちゅうがっこう）は、兵庫県西脇市野村町にある公立中学校。略称は南中（なんちゅう）。

## 沿革
- 1960年（昭和35年）4月1日 - 西脇市立西脇中学校より分離し創立[2]。
- 1961年（昭和36年）
  - 4月1日 - 西脇市立芳田中学校を統合。
    - 10月18日 - 鉄筋3階建ての第1校舎完成。（創立記念日）
- 1962年（昭和37年）- 第2校舎完成。
- 1965年（昭和40年）- 体育館完成。校旗・校歌制定。（作詞：高田正太郎、作曲：伊熊良穂[3]）
- 1967年（昭和42年）- プール完成。
- 1971年（昭和46年）1月7日 - 完全給食の開始。
- 1976年（昭和51年）11月6日 - 第24回全日本吹奏楽コンクール「銀賞」
- 1977年（昭和52年）11月16日 - 文部省指定「体力づくり」研究発表会
- 1978年（昭和53年）10月14日 - 第26回全日本吹奏楽コンクール「銅賞」
- 1980年（昭和55年）7月24日 - 兵庫県中学校吹奏楽団として中国訪問。
- 1981年（昭和56年）3月31日 - 第2校舎が増築。
- 1983年（昭和58年）11月10日 - 文部省指定「生徒指導」研究推進校研究発表会
- 1985年（昭和60年）7月～9月 - 改修工事が行われる。
- 1988年（昭和63年）12月1日 - 県統計教育研究会指定「統計教育」研究発表会
- 1990年（平成2年）
  - 3月6日 - 武道場が完成。
  - 4月1日 - 文部省指定「保健統計」推進校に指定。
  - 8月～1月 - 校舎の大規模改修。
- 1992年（平成4年）3月25日 - コンピュータ教室が完成。
- 2000年（平成12年）
  - 10月17日 - コンピュータ機種更新（生徒一人一台）
  - 3月11日 - 空調機器設置完了（校長室、職員室、会議室、事務室）
- 2001年（平成13年）2月28日 - 普通教室等にコンピューターを導入。
- 2002年（平成14年）
  - 6月28日 - プール循環モーター・ポンプの取替
  - 8月29日 - 公共下水道に接続。
- 2003年（平成15年）4月1日 - 国立教育政策研究所指定「全国的かつ総合的な学力調査の実施にかかる研究指定校」（理科・音楽）
- 2004年（平成16年）8月4日 - 第2理科室の机の取替。
- 2009年（平成21年）3月17日 - 創立50周年記念事業実行委員会の設立。
- 2010年（平成22年）
  - 1月10日 - 第3回全国中学校美術部作品展 - 文部科学大臣賞（第1位）　作品名「踊り場」
  - 11月7日 - 学校創立50周年式典。校章旗を「紫紺地」に変更。スクールカラーも「紫紺」と定める。
- 2011年（平成23年）
  - 1月9日 - 第4回全国中学校美術部作品展 - 堺市長賞（第2位）　作品名「赤い日向葵」
  - 10月17日 - 校舎等新築工事「地鎮祭・起工式」
- 2012年（平成24年）12月16日 - 新校舎・体育館「内覧会」
- 2013年（平成25年）11月2日 - 板倉康明氏作曲「西脇南中学校ファンファーレ」楽譜寄贈
- 2014年（平成26年）4月26日 - 4階建て校舎が建てられる。（西脇市立西脇南中学校完成式）
- 2016年（平成28年）12月17日 - 野球部軟式全国大会 (静岡) 出場記念碑を設置[4]。

（※2020年5月14日現在）

## 部活動
部活動は盛んであり、女子テニス部は県大会個人団体完全優勝、陸上部ではジュニアオリンピック決勝進出、吹奏楽部は全国大会銀賞受賞、美術部は全国中学校美術部作品展や全国こども絵画選抜展での文部科学大臣賞受賞などの輝かしい成果も挙げている。

### 運動部
- 陸上競技部
- 野球部
- サッカー部
- 男子バレーボール部
- 男子ソフトテニス部
- 男子卓球部
- 剣道部
- ソフトボール部

### 文化部
- 吹奏楽部
- 美術部

## 学校行事
- 4月…入学式・課題テスト・1学期始業式・対面式・参観日・家庭訪問
- 5月…修学旅行・部活動参観日
- 6月…中間テスト・教育実習・連合音楽会・市内総体
- 7月…期末テスト・三者懇談・東播総体・大掃除・1学期終業式
- 8月…全校登校日・PTA奉仕作業
- 9月…2学期始業式・課題テスト・体育大会・市新人大会
- 10月…市民体育大会・中間テスト・東播新人大会・創立記念日・文化祭
- 11月…わくわくオーケストラ・オープンハイスクール
- 12月…校内マラソン大会・期末テスト・生徒会選挙・三者懇談・大掃除・2学期終業式
- 1月…3学期始業式・課題テスト・生徒総会・引継式・防災訓練・新入生保護者説明会
- 2月…学力テスト
- 3月…学年末テスト・三年生を送る会・卒業式・新入生物品販売・3学期終業式

（※2023年現在）

## 特色

### レントン使節団交流
- 西脇市は長年に渡り、姉妹都市のレントン市と国際交流を図ってきた[5]。西脇市の使節団員は市内の４中学校から募集され、教育委員会による面接を経て決定される。レントン使節団は秋ごろに訪日し、各中学生団員の自宅でホームステイを行う。滞在期間の１日はその校区の中学校を訪問する。しかし、ここ数年はコロナウイルスの影響もあり、交流が見送られている[6]。

## 通学区域
- 西脇市[7]
  - 野村町（1区・2区・3区・4区・5区・6区・7区・久留主谷）、和田町、和布町、谷町、高田井町、板波町、平野町、高松町、落方町、明楽寺町、水尾町、岡崎町、上王子町、合山町、出会町、八坂町

## 出身小学校
- 西脇市立重春小学校[7]
- 西脇市立芳田小学校[7]

## 周辺
- 兵庫県立西脇高等学校[8]
- 兵庫県立西脇工業高校[8]
- 西脇市茜が丘複合施設「Miraie（みらいえ）」
- 西脇市立重春小学校

## 通学区域が隣接している学校
- 西脇市立西脇中学校
- 西脇市立西脇東中学校
- 加東市立社学園小中学校
- 加東市滝野中学校
- 加西市泉中学校
- 多可町立八千代中学校
- 多可町立中町中学校